# رجم الغزال (الرقة)
رجم الغزال قرية سورية تتبع ناحية المنصورة في منطقة الثورة في محافظة الرقة. بلغ عدد سكانها 1379 نسمة في عام 2004 حسب إحصاء المكتب المركزي للإحصاء.